# 哈克特 (阿肯色州)
哈克特（英語：Hackett）是一個位於美國阿肯色州錫巴斯琴縣的城市。

## 地理
哈克特的座標為35°11′15″N 94°24′47″W / 35.18750°N 94.41306°W，而該地的平均海拔高度為164米（即538英尺）。

## 人口
根據2020年美國人口普查的數據，哈克特的面積為3.79平方千米，當中陸地面積為3.72平方千米，而水域面積為0.07平方千米。當地共有人口784人，而人口密度為每平方千米206人。